# Turistická značená trasa 7359
 Turistická značená trasa 7359 je 3,7 km dlouhá žlutě značená trasa Klubu českých turistů v okrese Pardubice obsluhující Rybitví a jeho okolí.

## Průběh trasy
Trasa 7359 má svůj počátek v nadmořské výšce 229 m u Horeckých písníků severně od obce Rybitví na rozcestí s modře značenou trasou 1902 ze Stéblové do Lázní Bohdaneč. Vede z počátku přibližně jižním směrem lesem, kříží silnici I/36 a vede na severní okraj Rybitví. Jeho zástavbou pokračuje přibližně k jihu k silnici do Černé u Bohdanče. Odtud vede krátká žlutě značená odbočka jižním směrem k rodnému domu Václava Veverky. Hlavní trasa se stáčí přibližně na východ a zástavbou obce Rybitví se vrací k silnici I/36, kde na zastávce trolejbusu končí bez návaznosti na žádnou další turistickou trasu. Možné je pokračování po cyklistické trase 4193 do Pardubic.

## Turistické zajímavosti na trase
- Horecké písníky
- Pomník padlým během 1. světové války v Rybitví
- Rodný dům Václava Veverky